# Alice Hughes
Alice Mary Hughes (1857–1939) fue una fotógrafa de retratos de Londres especializada en imágenes de moda de niños y mujeres.

## Biografía
Hughes era la hija mayor del retratista Edward Hughes. Después de estudiar fotografía en el Londres Polytechnic  abrió un estudio en 1891 al lado del de su padre en la calle Gower de Londres, en donde permaneció hasta diciembre de 1910. En aquel momento,  era la principal fotógrafa de la realeza, y realizaba fotos de moda de niños y mujeres con quienes conseguía elegantes impresiones en platinotipia. En las épocas de mayor éxito, llegó a tener contratadas hasta 60 mujeres y hacía sesiones de hasta 15 posados en un solo día.  En 1914, durante un breve periodo antes de la Primera Guerra Mundial, tuvo un negocio en Berlín pero una vez de vuelta en Londres al comienzo de la guerra, abrió un estudio en la calle Ebury en 1915. Ese estudio no tuvo tanto éxito como su primer negocio y lo cerró en 1933, retirándose a Worthing donde murió tras una caída en su dormitorio en 1939.
De 1898 a 1909 aportó con varios centenares de retratos a la revista Country Life. En 1910,  vendió 50.000 negativos a la Speaight Ltd.

## Valoración
Como pionera en la fotografía de retrato, Hughes desarrolló un estilo particular "mediante la fusión de las convenciones del retrato de la sociedad con los tonos frescos y monocromáticos de la impresión de platino". (Del Oxford Dictionary of National Biography)

## Galería

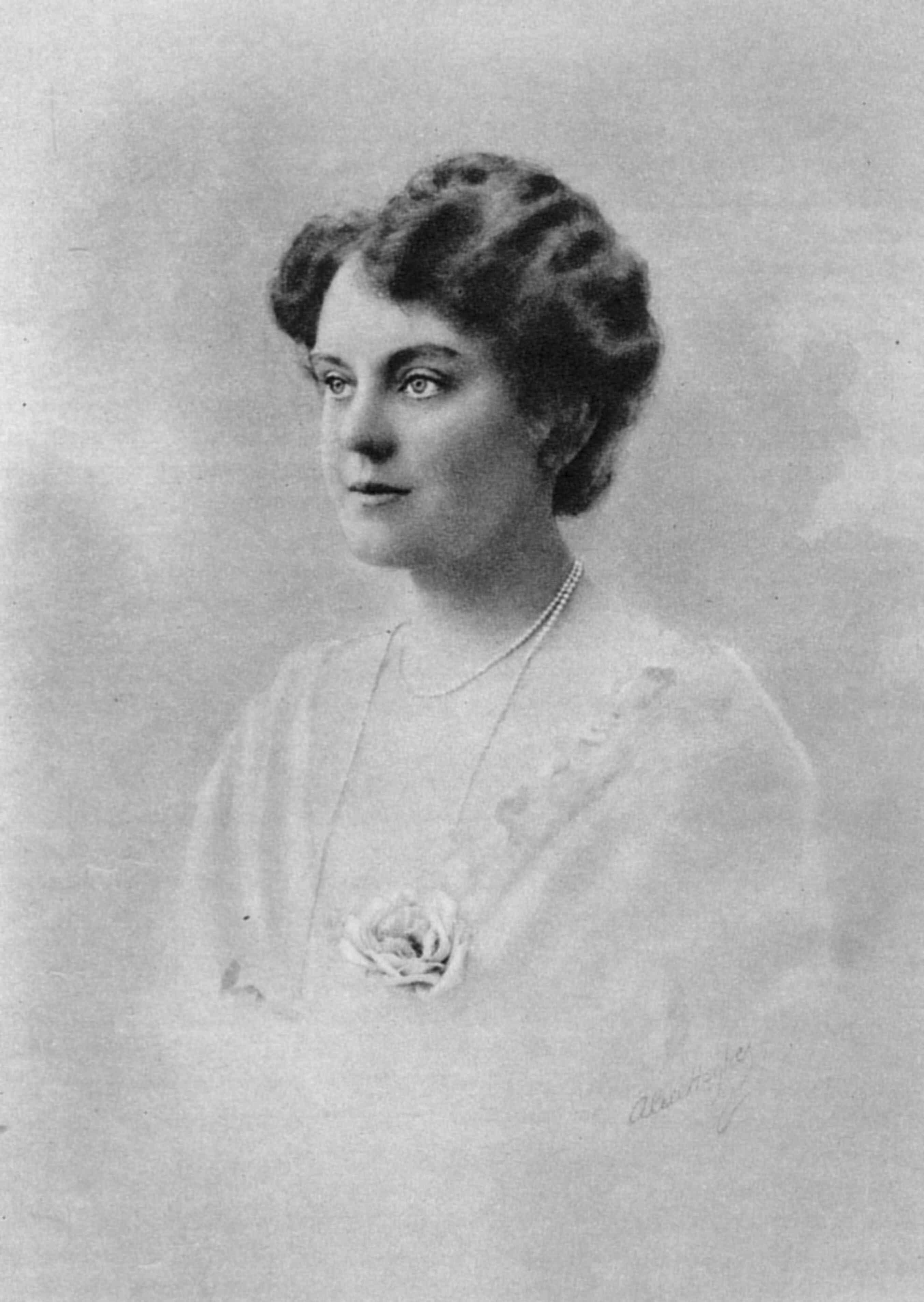
Señora Jellicoe (1917)
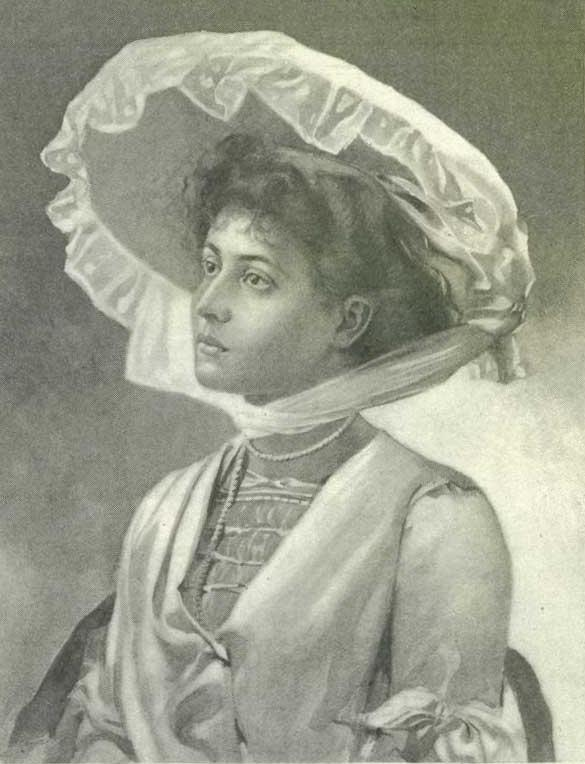
Pauline Astor (1904)
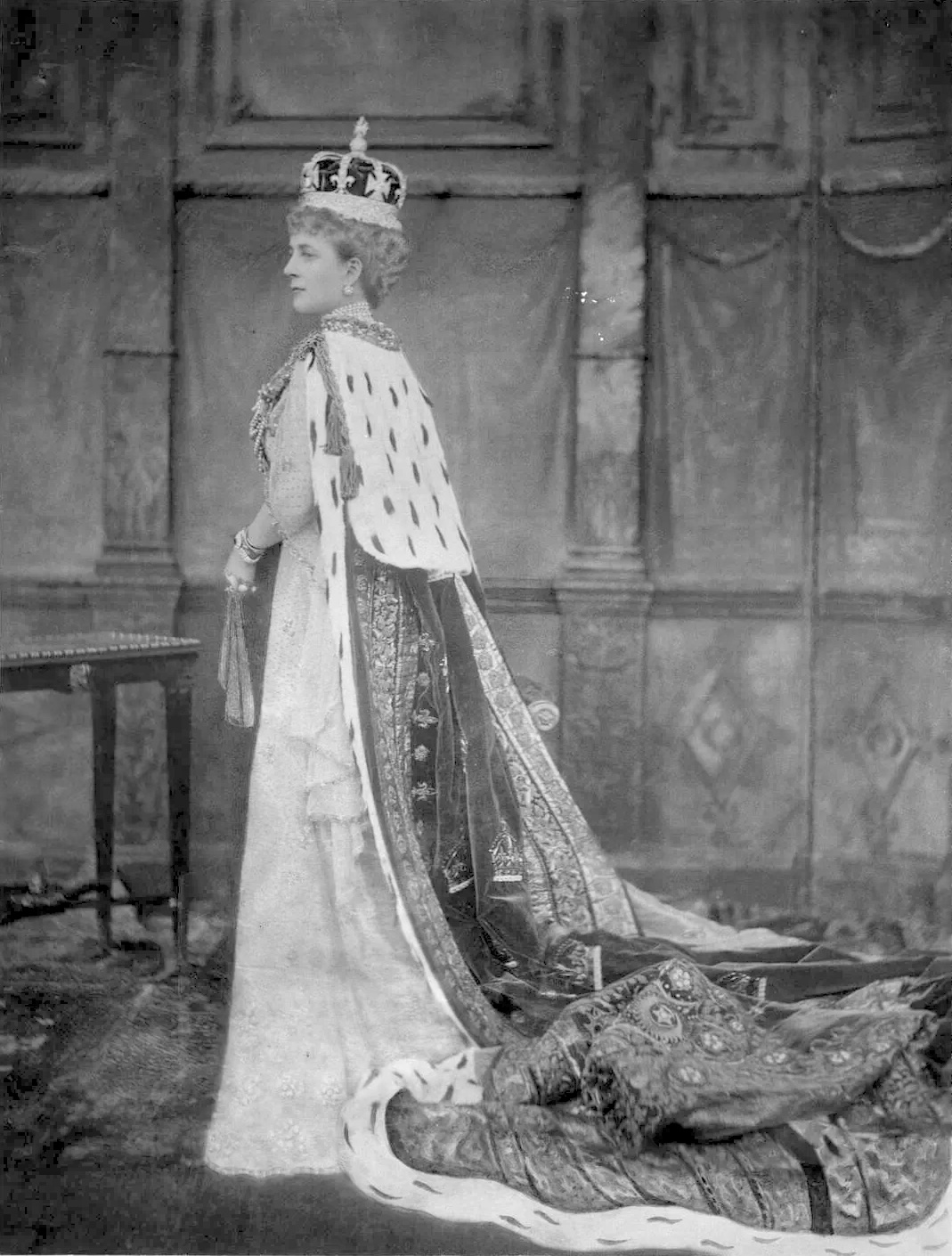
Alexandra de Dinamarca (1902)